# Lygdamis gilchristi
Lygdamis gilchristi är en ringmaskart som först beskrevs av McIntosh 1924.  Lygdamis gilchristi ingår i släktet Lygdamis och familjen Sabellariidae. Inga underarter finns listade i Catalogue of Life.